# Grand Prix Formule 1 van Groot-Brittannië 2021
De Grand Prix Formule 1 van Groot-Brittannië 2021 werd verreden op 18 juli op het Silverstone Circuit bij Silverstone. Het was de tiende race van het kampioenschap. 
De Grand Prix van Groot-Brittannië 2021 was het eerste GP-weekeinde waar een sprintkwalificatie werd verreden. Een sprintkwalificatie is bijna hetzelfde als een normale race, met als groot verschil dat de wedstrijd minder lang duurt. De sprintkwalificatie afstand bedraagt circa 100 kilometer en zal daardoor rond de 25 à 30 minuten gaan duren.
Het Grand Prix-weekend begint op vrijdag met de eerste vrije training van zestig minuten. Daarna volgt een kwalificatie, die de startopstelling voor de sprintkwalificatie bepaalt. Tijdens deze kwalificatie mogen de coureurs alleen de zachte banden gebruiken.
Op zaterdagmorgen wordt een tweede vrije training van een uur verreden waarna in de middag de sprintkwalificatie wordt gehouden. De winnaar van de sprintkwalificatie krijgt tevens de pole positie voor de race op zondag op zijn naam. De wedstrijd op zondag wordt verreden over een "normale" Grand Prix afstand (circa 300 kilometer) en de teams hebben een vrije bandenkeuze.

## Vrije training 1
- Enkel de top vijf wordt weergegeven.

| Pos. | Nr. | Coureur         | Constructeur     | Tijd     |
| ---- | --- | --------------- | ---------------- | -------- |
| 1    | 33  | Max Verstappen  | Red Bull-Honda   | 1:27.035 |
| 2    | 4   | Lando Norris    | McLaren-Mercedes | 1:27.814 |
| 3    | 44  | Lewis Hamilton  | Mercedes         | 1:27.815 |
| 4    | 16  | Charles Leclerc | Ferrari          | 1:27.828 |
| 5    | 77  | Valtteri Bottas | Mercedes         | 1:27.897 |

## Kwalificatie
| Pos.                   | Nr. | Coureur            | Constructeur          | Kwalificatietijden | Kwalificatietijden | Kwalificatietijden | Grid |
| Pos.                   | Nr. | Coureur            | Constructeur          | Q1                 | Q2                 | Q3                 | Grid |
| ---------------------- | --- | ------------------ | --------------------- | ------------------ | ------------------ | ------------------ | ---- |
| 1                      | 44  | Lewis Hamilton     | Mercedes              | 1:26.786           | 1:26.023           | 1:26.134           | 1    |
| 2                      | 33  | Max Verstappen     | Red Bull-Honda        | 1:26.751           | 1:26.315           | 1:26.209           | 2    |
| 3                      | 77  | Valtteri Bottas    | Mercedes              | 1:27.487           | 1:26.764           | 1:26.328           | 3    |
| 4                      | 16  | Charles Leclerc    | Ferrari               | 1:27.051           | 1:27.218           | 1:26.828           | 4    |
| 5                      | 11  | Sergio Pérez       | Red Bull-Honda        | 1:27.121           | 1:27.073           | 1:26.844           | 5    |
| 6                      | 4   | Lando Norris       | McLaren-Mercedes      | 1:27.444           | 1:27.247           | 1:26.897           | 6    |
| 7                      | 3   | Daniel Ricciardo   | McLaren-Mercedes      | 1:27.323           | 1:27.125           | 1:26.899           | 7    |
| 8                      | 63  | George Russell     | Williams-Mercedes     | 1:27.671           | 1:27.080           | 1:26.971           | 8    |
| 9                      | 55  | Carlos Sainz jr.   | Ferrari               | 1:27.337           | 1:27.202           | 1:27.007           | 9    |
| 10                     | 5   | Sebastian Vettel   | Aston Martin-Mercedes | 1:27.493           | 1:27.103           | 1:27.179           | 10   |
| 11                     | 14  | Fernando Alonso    | Alpine-Renault        | 1:27.580           | 1:27.245           |                    | 11   |
| 12                     | 10  | Pierre Gasly       | AlphaTauri-Honda      | 1:27.600           | 1:27.273           |                    | 12   |
| 13                     | 31  | Esteban Ocon       | Alpine-Renault        | 1:27.415           | 1:27.340           |                    | 13   |
| 14                     | 99  | Antonio Giovinazzi | Alfa Romeo-Ferrari    | 1:27.595           | 1:27.617           |                    | 14   |
| 15                     | 18  | Lance Stroll       | Aston Martin-Mercedes | 1:28.017           | 1:27.665           |                    | 15   |
| 16                     | 22  | Yuki Tsunoda       | AlphaTauri-Honda      | 1:28.043           |                    |                    | 16   |
| 17                     | 7   | Kimi Räikkönen     | Alfa Romeo-Ferrari    | 1:28.062           |                    |                    | 17   |
| 18                     | 6   | Nicholas Latifi    | Williams-Mercedes     | 1:28.254           |                    |                    | 18   |
| 19                     | 47  | Mick Schumacher    | Haas-Ferrari          | 1:28.738           |                    |                    | 19   |
| 20                     | 9   | Nikita Mazepin     | Haas-Ferrari          | 1:29.051           |                    |                    | 20   |
| Q1 107% tijd: 1:32.823 |     |                    |                       |                    |                    |                    |      |

## Vrije training 2
- Enkel de top vijf wordt weergegeven.

| Pos. | Nr. | Coureur          | Constructeur   | Tijd     |
| ---- | --- | ---------------- | -------------- | -------- |
| 1    | 33  | Max Verstappen   | Red Bull-Honda | 1:29.902 |
| 2    | 16  | Charles Leclerc  | Ferrari        | 1:30.277 |
| 3    | 55  | Carlos Sainz jr. | Ferrari        | 1:30.507 |
| 4    | 31  | Esteban Ocon     | Alpine-Renault | 1:30.707 |
| 5    | 11  | Sergio Pérez     | Red Bull-Honda | 1:30.800 |

## Sprintkwalificatie
De uitslag van de sprintkwalificatie bepaalt de startopstelling van de wedstrijd de volgende dag. De winnaar van de sprintkwalificatie krijgt een pole positie toegeschreven.

Max Verstappen won de allereerste sprintkwalificatie ooit.
| Pos.               | Nr. | Coureur            | Constructeur          | Rondes | Tijd / Oorzaak uitval | Grid | Punten | Grid wedstrijd |
| ------------------ | --- | ------------------ | --------------------- | ------ | --------------------- | ---- | ------ | -------------- |
| 1                  | 33  | Max Verstappen     | Red Bull-Honda        | 17     | 25:38.426             | 2    | 3      | 1              |
| 2                  | 44  | Lewis Hamilton     | Mercedes              | 17     | +1.430                | 1    | 2S     | 2              |
| 3                  | 77  | Valtteri Bottas    | Mercedes              | 17     | +7.502                | 3    | 1      | 3              |
| 4                  | 16  | Charles Leclerc    | Ferrari               | 17     | +11.278               | 4    |        | 4              |
| 5                  | 4   | Lando Norris       | McLaren-Mercedes      | 17     | +24.111               | 6    |        | 5              |
| 6                  | 3   | Daniel Ricciardo   | McLaren-Mercedes      | 17     | +30.959               | 7    |        | 6              |
| 7                  | 14  | Fernando Alonso    | Alpine-Renault        | 17     | +43.527               | 11   |        | 7              |
| 8                  | 5   | Sebastian Vettel   | Aston Martin-Mercedes | 17     | +44.439               | 10   |        | 8              |
| 9                  | 63  | George Russell     | Williams-Mercedes     | 17     | +46.652               | 8    |        | 12 *1          |
| 10                 | 31  | Esteban Ocon       | Alpine-Renault        | 17     | +47.395               | 13   |        | 9              |
| 11                 | 55  | Carlos Sainz jr.   | Ferrari               | 17     | +47.798               | 9    |        | 10             |
| 12                 | 10  | Pierre Gasly       | AlphaTauri-Honda      | 17     | +48.763               | 12   |        | 11             |
| 13                 | 7   | Kimi Räikkönen     | Alfa Romeo-Ferrari    | 17     | +50.677               | 17   |        | 13             |
| 14                 | 18  | Lance Stroll       | Aston Martin-Mercedes | 17     | +52.179               | 15   |        | 14             |
| 15                 | 99  | Antonio Giovinazzi | Alfa Romeo-Ferrari    | 17     | +53.225               | 14   |        | 15             |
| 16                 | 22  | Yuki Tsunoda       | AlphaTauri-Honda      | 17     | +53.567               | 16   |        | 16             |
| 17                 | 6   | Nicholas Latifi    | Williams-Mercedes     | 17     | +55.162               | 18   |        | 17             |
| 18                 | 47  | Mick Schumacher    | Haas-Ferrari          | 17     | +1:08.213             | 19   |        | 18             |
| 19                 | 9   | Nikita Mazepin     | Haas-Ferrari          | 17     | +1:17.648             | 20   |        | 19             |
| 20                 | 11  | Sergio Pérez       | Red Bull-Honda        | 16     | Vibraties *2          | 5    |        | Pit            |
| Bron: formula1.com |     |                    |                       |        |                       |      |        |                |

S Lewis Hamilton reed in ronde 17 de snelste ronde in 1:29.937 maar in de sprintkwalificatie levert dit geen extra punt op.

*1 George Russell finishte de sprintkwalificatie als negende maar kreeg later een gridstraf van drie plaatsen voor het veroorzaken van een botsing met Carlos Sainz jr.

*2 Sergio Pérez haalde de finish niet maar werd wel geklasseerd aangezien hij meer dan 90% van de raceafstand had afgelegd.

## Wedstrijd
Lewis Hamilton behaalde de negenennegentigste Grand Prix-overwinning in zijn carrière.
| Pos.               | Nr. | Coureur            | Constructeur          | Rondes | Tijd / Oorzaak Uitval | Grid | Punten |
| ------------------ | --- | ------------------ | --------------------- | ------ | --------------------- | ---- | ------ |
| 1                  | 44  | Lewis Hamilton     | Mercedes              | 52     | 1:58:23.284           | 2    | 25     |
| 2                  | 16  | Charles Leclerc    | Ferrari               | 52     | +3.871                | 4    | 18     |
| 3                  | 77  | Valtteri Bottas    | Mercedes              | 52     | +11.125               | 3    | 15     |
| 4                  | 4   | Lando Norris       | McLaren-Mercedes      | 52     | +28.573               | 5    | 12     |
| 5                  | 3   | Daniel Ricciardo   | McLaren-Mercedes      | 52     | +43.585               | 6    | 10     |
| 6                  | 55  | Carlos Sainz jr.   | Ferrari               | 52     | +44.047               | 10   | 8      |
| 7                  | 14  | Fernando Alonso    | Alpine-Renault        | 52     | +1:11.900             | 7    | 6      |
| 8                  | 18  | Lance Stroll       | Aston Martin-Mercedes | 52     | +1:13.760             | 14   | 4      |
| 9                  | 31  | Esteban Ocon       | Alpine-Renault        | 52     | +1:16.189             | 9    | 2      |
| 10                 | 22  | Yuki Tsunoda       | AlphaTauri-Honda      | 52     | +1:23.087             | 16   | 1      |
| 11                 | 10  | Pierre Gasly       | AlphaTauri-Honda      | 52     | +1:27.101             | 11   |        |
| 12                 | 63  | George Russell     | Williams-Mercedes     | 51     | +1 ronde              | 12   |        |
| 13                 | 99  | Antonio Giovinazzi | Alfa Romeo-Ferrari    | 51     | +1 ronde              | 15   |        |
| 14                 | 6   | Nicholas Latifi    | Williams-Mercedes     | 51     | +1 ronde              | 17   |        |
| 15                 | 7   | Kimi Räikkönen     | Alfa Romeo-Ferrari    | 51     | +1 ronde              | 13   |        |
| 16                 | 11  | Sergio Pérez       | Red Bull-Honda        | 51     | +1 ronde              | Pit  | S      |
| 17                 | 9   | Nikita Mazepin     | Haas-Ferrari          | 51     | +1 ronde              | 19   |        |
| 18                 | 47  | Mick Schumacher    | Haas-Ferrari          | 51     | +1 ronde              | 18   |        |
| DNF                | 5   | Sebastian Vettel   | Aston Martin-Mercedes | 40     | Oververhitting        | 8    |        |
| DNF                | 33  | Max Verstappen     | Red Bull-Honda        | 0      | Ongeluk               | 1    |        |
| Bron: formula1.com |     |                    |                       |        |                       |      |        |

S Sergio Pérez reed de snelste ronde maar kreeg geen extra punt voor het rijden van de snelste ronde omdat hij niet binnen de top tien eindigde.

## Tussenstanden wereldkampioenschap
Betreft tussenstanden voor het wereldkampioenschap na afloop van de race.

### Coureurs
| Pos. | Nr. | Coureur          | Constructeur          | Punten |
| ---- | --- | ---------------- | --------------------- | ------ |
| 1    | 33  | Max Verstappen   | Red Bull-Honda        | 185    |
| 2    | 44  | Lewis Hamilton   | Mercedes              | 177    |
| 3    | 4   | Lando Norris     | McLaren-Mercedes      | 113    |
| 4    | 77  | Valtteri Bottas  | Mercedes              | 108    |
| 5    | 11  | Sergio Pérez     | Red Bull-Honda        | 104    |
| 6    | 16  | Charles Leclerc  | Ferrari               | 80     |
| 7    | 55  | Carlos Sainz jr. | Ferrari               | 68     |
| 8    | 3   | Daniel Ricciardo | McLaren-Mercedes      | 50     |
| 9    | 10  | Pierre Gasly     | AlphaTauri-Honda      | 39     |
| 10   | 5   | Sebastian Vettel | Aston Martin-Mercedes | 30     |

### Constructeurs
| Pos. | Constructeur          | Punten |
| ---- | --------------------- | ------ |
| 1    | Red Bull-Honda        | 289    |
| 2    | Mercedes              | 285    |
| 3    | McLaren-Mercedes      | 163    |
| 4    | Ferrari               | 148    |
| 5    | AlphaTauri-Honda      | 49     |
| 6    | Aston Martin-Mercedes | 48     |
| 7    | Alpine-Renault        | 40     |
| 8    | Alfa Romeo-Ferrari    | 2      |
| 9    | Williams-Mercedes     | 0      |
| 10   | Haas-Ferrari          | 0      |